# La Gryffe
Pour l’article ayant un titre homophone, voir La Griffe.
La Gryffe est une librairie libertaire située 5 rue Sébastien Gryphe dans le septième arrondissement de Lyon. Elle a ouvert ses portes en 1978.

## Projet et histoire
Association loi de 1901, La Gryffe fonctionne selon les principes libertaires : autogestion, partage des tâches, prise de décision en commun en recherche du consensus.
Associative, libre et indépendante, la librairie diffuse des ouvrages, la presse anarchiste, mais aussi plus largement des médias alternatifs.
Le collectif rassemble une vingtaine de personnes : retraités, jeunes diplômés, personnalités émérites ou militants chevronnés, issus de tous les milieux. Parmi les fondateurs notoires, on peut citer Georges Valero,, Marie-Louise Massoubre (Zizette Marsella), Roger Chambard Mimmo Pucciarelli ou Daniel Colson,.
Financièrement, la librairie tourne depuis ses débuts grâce à la vente de livres. L’absence de salariés et des frais fixes limités permettent une sélection des livres diffusés, sans se soucier des enjeux commerciaux.

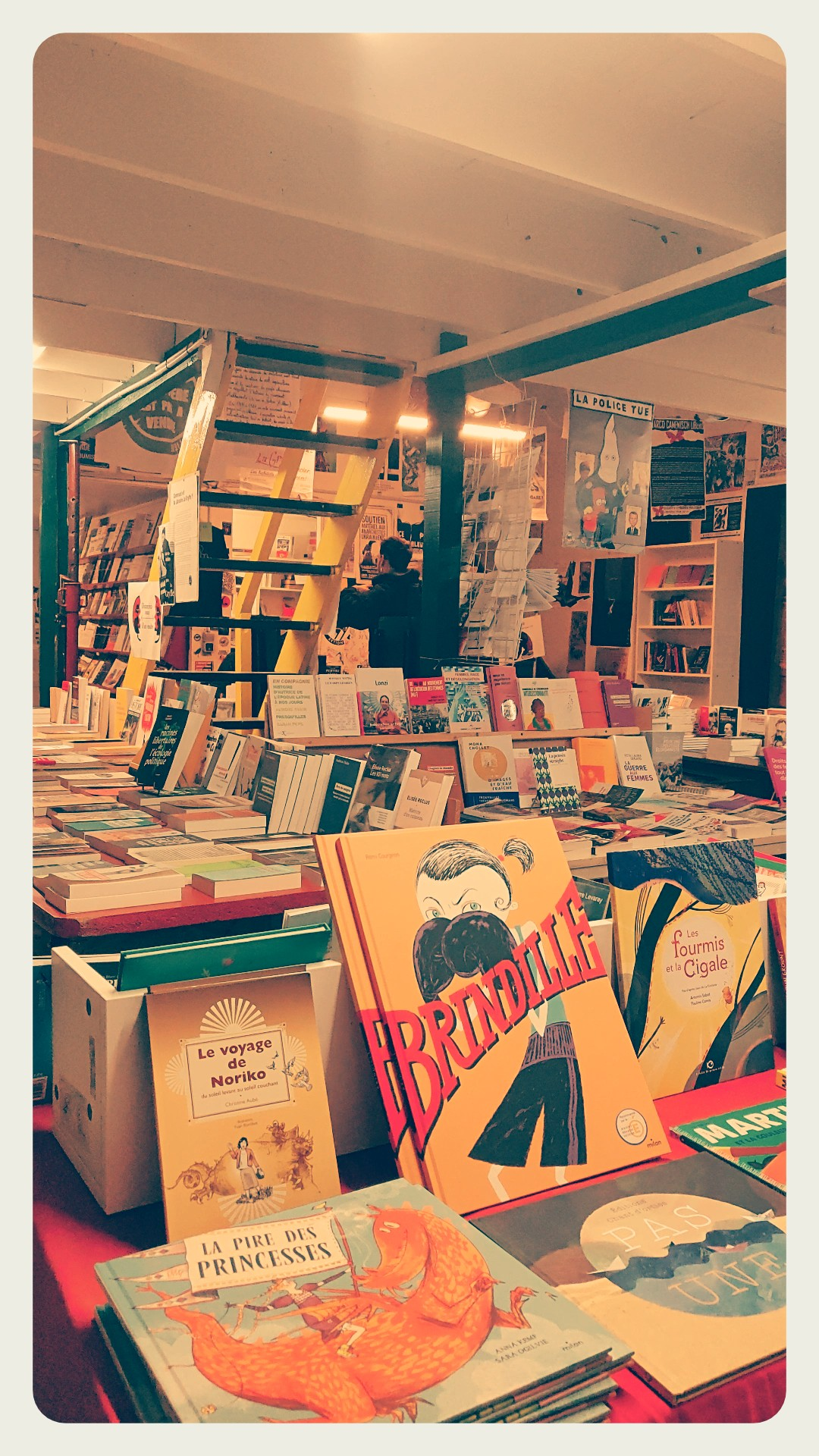
La gryffe en octobre 2024

En plus de la librairie, les locaux abritent une bibliothèque de plusieurs milliers d'ouvrages le "centre de documentation libertaire" géré également par des militants, une salle de réunion et de conférences, qui en font un lieu de ralliement pour toutes les sensibilités libertaires et plus généralement du milieu alternatif de la région.
De 2011 à 2014, la librairie organisait un Salon des éditions libertaires,. Elle participait également au Salon Primevère de Lyon.
Aujourd'hui la librairie organise des rencontres autours d'ouvrages en présence de leurs auteurs.
La librairie est ouverte par ses militants toute l'année du lundi au samedi de 14h à 19h.
En 2025, le collectif de la librairie « fait appel à l’entrée de nouvelles personnes pour construire de nouveaux projets ».

## Articles connexes

Logo des éditions Atelier de création libertaire.

## Notices
- Fédération internationale des centres d'études et de documentation libertaires : affiche.